# Unión Democrática Popular
La Unión Democrática Popular (UDP) fue un partido político portugués, fundado el 16 de diciembre de 1974, a partir de la alineación con el Partido del Trabajo de Albania. Celebró su I Congreso el 9 de marzo de 1975, en plena Revolución de los Claveles. En las Elecciones a la Asamblea Constituyente de Portugal de 1975, obtuvo 44.877 votos (0,8%) y un diputado por el Distrito de Lisboa.
En las elecciones legislativas de 1976 obtuvo de nuevo un diputado con el 1,7% de los votos, que se vería revalidado en los comicios de 1979, ya con un 2,2% de los sufragios. En 1976 participaría como una de las principales fuerzas revolucionarias en el movimiento de apoyo a la candidatura presidencial de Otelo Saraiva de Carvalho, que llegó a obtener el 16,5% de los votos. Este movimiento intentaría persistir concurriendo a las municipales de 1976 consiguiendo un 2,5%. En las legislativas de 1980 volvería a obtener un diputado, aunque descendiendo en votos al 1,4%.
En 1983 se presentó a las legislativas en algunos distritos en coalición con el Partido Socialista Revolucionario, tras profundos debates internos, y ambas obtendrían apenas el 1,1%. Con el reflujo del proceso revolucionario, sólo conseguirá volver a elegir un diputado en 1991, fruto de un acuerdo para integrarse en las listas del Partido Comunista Portugués.
En la Asamblea Legislativa de Madeira, la UDP consiguió en varias ocasiones elegir diputados, conquistando un pequeño electorado de agricultores y trabajadores del sector del artesanado, teniendo en Paulo Martins su principal dirigente regional.
En 1998, tras un largo proceso de debate y recomposición ideológica, la UDP se unió en el Bloque de Izquierda junto al PSR y a Política XXI, pasando tras su XVII Congreso (2005) a configurarse en su interior como asociación política. Forma junto al sector procedente del PSR la actual mayoría en la dirección del Bloque. Publica la revista A Comuna.
La actual presidenta de la dirección nacional es Joana Mortágua, de 26 años, primera candidata en las elecciones legislativas de 2009 por el Bloque de Izquierda por el distrito de Évora y miembro del Secretariado de la Comisión Política do Bloco de Esquerda. En 2015, Joana Mortágua fue elecha en el distrito de Setúbal por el Bloque de Izquierda. En el 36º aniversário de UDP, en 2010, en un discurso llamado Desarrollar el Marxismo, Joana Mortágua ha subrayado la función de la asociación política como "corriente marxista de pensamiento dentro del Bloque de Esquierda": "Nuestro partido es el Bloque de Izquierda. La única razón por la UDP es el marxismo. (...) Si le quitas l'A Comuna y la formación ideológica, la UDP desaparece."

## Resultados electorales
| Fecha | Votos   | %           | +/-  | Diputados | +/-         |
| ----- | ------- | ----------- | ---- | --------- | ----------- |
| 1975  | 44 877  | 0,79 (8.º)  |      | 1/250     |             |
| 1976  | 91 690  | 1,67 (5.º)  | 0,88 | 1/263     | Sin cambios |
| 1979  | 130 842 | 2,18 (4.º)  | 0,51 | 1/250     | Sin cambios |
| 1980  | 83 204  | 1,38 (4.º)  | 0,80 | 1/250     | Sin cambios |
| 1983  | 27 260  | 0,48 (7.º)  | 0,90 | 0/250     | 1           |
| 1985  | 73 401  | 1,27 (6.º)  | 0,79 | 0/250     |             |
| 1987  | 50 717  | 0,89 (6.º)  | 0,38 | 0/250     |             |
| 1991  | 6 157   | 0,11 (12.º) | 0,78 | 0/230     |             |
| 1995  | 33 876  | 0,57 (7.º)  | 0,46 | 0/230     |             |